# Yasmine Yahyaoui
Yasmine Yahyaoui, née le 9 septembre 1965, est une joueuse française de water-polo.

## Carrière
Avec l'équipe de France féminine de water-polo, Yasmine Yahyaoui est médaillée de bronze aux Championnats d'Europe 1987 et aux Championnats d'Europe 1989.